# 沃茲涅先斯克區
沃茲涅先斯克區（羅馬化：Voznesenskyi raion），或译沃兹内森斯克区，是烏克蘭尼古拉耶夫州的一個區，行政中心为沃茲涅先斯克，人口数量为178,336人（2021年估计）。

## 历史
2020年7月18日作为乌克兰行政区划改革的一部分，尼古拉耶夫州的区份数量减至4个，沃茲涅先斯克區的面积显著增加。改革前沃茲涅先斯克區的面積为1,391平方公里，2020年人口数量为29,241人。

## 行政區劃
沃茲涅先斯克區下劃分為13個市鎮：
- 沃茲涅先斯克市鎮（乌克兰语：Вознесенська міська громада）（市級，行政中心：沃茲涅先斯克）
- 南烏克蘭斯克市鎮（乌克兰语：Южноукраїнська міська громада）（市級，行政中心：南烏克蘭斯克）
- 布拉茨凱市鎮（乌克兰语：Братська селищна громада）（鎮級，行政中心：布拉茨凱）
- 韋塞利諾韋市鎮（乌克兰语：Веселинівська селищна громада）（鎮級，行政中心：韋塞利諾韋）
- 多馬尼夫卡市鎮（乌克兰语：Доманівська селищна громада）（鎮級，行政中心：多馬尼夫卡）
- 葉拉涅茨市鎮（乌克兰语：Єланецька селищна громада）（鎮級，行政中心：葉拉涅茨）
- 亞歷山德里夫卡市鎮（乌克兰语：Олександрівська селищна громада (Миколаївська область)）（鎮級，行政中心：亞歷山德里夫卡）
- 布茲凱市鎮（乌克兰语：Бузька сільська громада）（村級，行政中心：布茲凱）
- 多羅希夫卡市鎮（乌克兰语：Дорошівська сільська громада）（村級，行政中心：多羅希夫卡）
- 莫斯托韋市鎮（乌克兰语：Мостівська сільська громада）（村級，行政中心：莫斯托韋）
- 新馬爾伊夫卡市鎮（乌克兰语：Новомар'ївська сільська громада）（村級，行政中心：新馬爾伊夫卡）
- 普里布扎尼市鎮（乌克兰语：Прибужанівська сільська громада）（村級，行政中心：普里布扎尼）
- 普里布日扎市鎮（乌克兰语：Прибузька сільська громада）（村級，行政中心：普里布日亞）